# Paul Jones (músico)
Paul Jones (Portsmouth, Hampshire; 24 de febrero de 1942), nacido como Paul Pond es un cantante, actor, armonicista, personalidad radiofónica y presentador de televisión británico. Saltó a la fama como cantante y harmonicista del exitoso grupo de los años sesenta Manfred Mann, con el que tuvo varios discos de éxito en el Top Ten entre 1962 y 1966. Presentó The Blues Show en BBC Radio 2 durante treinta y dos años, desde 1986 hasta 2018.

## Carrera

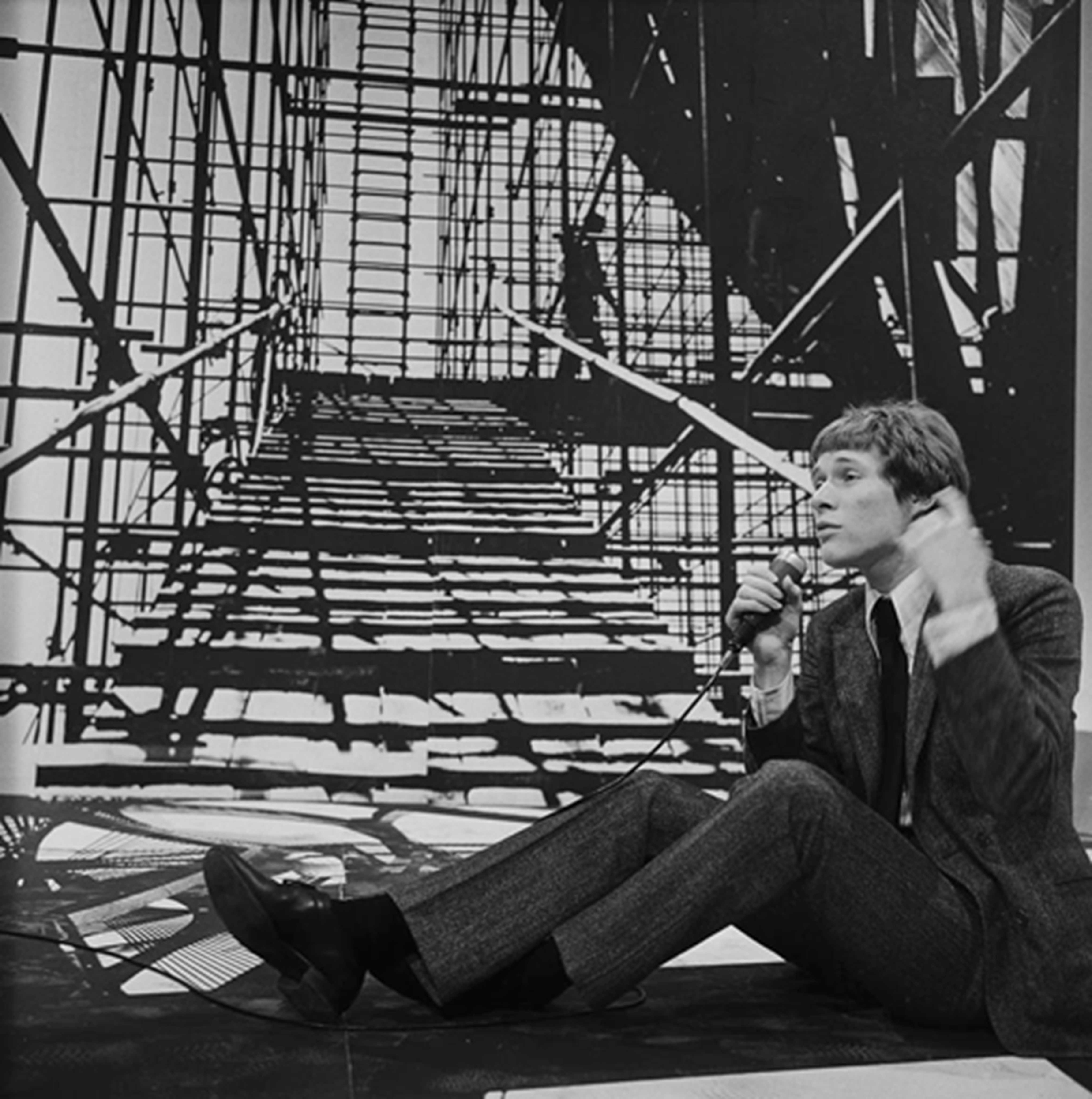
Paul Jones interpretando las canciones "High Time" y "I've been a bad bad boy" en el programa de televisión holandés Fanclub, 4 de febrero de 1967.

Paul Jones nació como Paul Pond en Portsmouth, Hampshire. Como "P.P. Jones" actuó a dúo con Elmo Lewis (más conocido como futuro miembro fundador de The Rolling Stones, Brian Jones) en el Ealing Club, sede de Alexis Korner's Blues Incorporated, entre cuyos cantantes estaban Long John Baldry y Mick Jagger, Keith Richards y Brian Jones le pidieron que fuera el cantante principal de un grupo que estaban formando, pero lo rechazó. Pasó a ser el vocalista y armonicista del exitoso grupo de los 60 Manfred Mann. Paul Jones tuvo varios éxitos en el Top 10 con Manfred Mann, incluido el número uno internacional "Do Wah Diddy Diddy" (1964), antes de lanzarse en solitario en julio de 1966. Permaneció con His Master's Voice.
Tuvo menos éxito sin la banda que con su sustituto, Mike d'Abo, pero consiguió algunos éxitos, especialmente con "High Time" (1966) (n.º 4 en el Reino Unido), "I've Been a Bad, Bad Boy" (1967) (n.º 5 en el Reino Unido) y "Thinkin' Ain't for Me" (1967) (n.º 32 en el Reino Unido), antes de dedicarse a la actuación. Aunque su carrera en solitario tuvo un ligero éxito en el Reino Unido, vendió pocos discos en Estados Unidos. Tuvo suficientes éxitos en Suecia como para que se publicara allí un álbum de grandes éxitos en EMI. Sus siguientes lanzamientos en Gran Bretaña, a finales de los años 60, fueron con Columbia Records.
Su actuación junto a la modelo Jean Shrimpton en la película de 1967 Privilege, dirigida por Peter Watkins, no le llevó al estrellato, aunque la película se convirtió posteriormente en un clásico de culto. Jones fue elegido como cantante pop en la película, y cantó las canciones "I've Been a Bad, Bad Boy" y "Set Me Free", que Patti Smith versionó en la década de 1970. Al año siguiente, fue la figura central de otro clásico de culto, la sátira experimental británica de 1968, The Committee, dirigida por Peter Sykes, pero esta vez las tareas musicales corrieron a cargo de Pink Floyd y Arthur Brown.
En enero de 1968, Jones formó parte del paquete de gira "Big Show" por Australia y Nueva Zelanda con The Who y Small Faces. Jones estuvo respaldado por una banda local diferente en cada país. La gira es famosa por los conflictos con los periodistas conservadores de los medios de comunicación australianos. Además, el último día de la gira en Australia se produjo un incidente durante el vuelo, en el que los miembros de la gira fueron detenidos por la seguridad del aeropuerto y la policía antes de ser conducidos a un vuelo a Nueva Zelanda.
En 1971 Jones participó en el álbum de Carla Bley Escalator Over the Hill. Ese mismo año grabó Crucifix in a Horseshoe con White Cloud, un grupo de sesión con sede en Nueva York que contaba con Teddy Wender a los teclados y Kenny Kosek al violín. Actuó en la película de terror de 1972 Demons of the Mind.
En 1973 Jones apareció como invitado en ITC The Protectors, en un episodio llamado "Goodbye George", interpretando a un personaje llamado Caspar Parton.
En 1975 actuó como invitado en un episodio de televisión de The Sweeney ("Chalk and Cheese") como Tommy Garret, un boxeador convertido en autopista. En 1976 interpretó el papel de Juan Domingo Perón en el álbum conceptual original del musical Evita, de Tim Rice y Andrew Lloyd Webber, junto a Julie Covington como Eva, Colm Wilkinson como Che y Barbara Dickson como la Señora. Jones ya había trabajado con Covington en la producción navideña de 1975 Great Big Groovy Horse, una ópera rock basada en la historia del Caballo de Troya que se emitió en la BBC2. También presentó el concurso infantil de la BBC1 Beat the Teacher a mediados de la década de 1980. Sus discos de oro incluyen uno para Evita.
En octubre de 1977, interpretó a Sir Francis Drake en el estreno musical de Drake's Dream en el Connaught Theatre de Worthing, con música y letra de Lynne y Richard Riley y libro de Simon Brett. La producción fue dirigida por Nicolas Young y trasladada al Shaftesbury Theatre de Londres para una temporada limitada que se estrenó el 7 de diciembre de 1977. El Drake's Dream Original London Cast Album fue grabado por President Records en 1977 y publicado en CD en 2017 por Stage Door Records.
En 1978 lanzó un sencillo en el sello RSO Records, consistente en versiones orquestadas de "Pretty Vacant" de los Sex Pistols y "Sheena Is a Punk Rocker" de los Ramones, ambas producidas por Rice. Cuatro años más tarde apareció como uno de los vocalistas invitados en el programa Music of Quality and Distinction de la British Electric Foundation, en una nueva versión de "There's a Ghost in My House".
En 1979, fundó The Blues Band y es miembro de los Manfreds, un grupo que reúne a varios miembros originales de Manfred Mann, y también ha tocado la armónica como músico de sesión.
En otoño de 1982, Jones asumió el papel principal de Sky Masterson de Ian Charleson en la compañía de Richard Eyre en su célebre producción para el National Theatre de Guys and Dolls que había comenzado en febrero de ese año en el Olivier Theatre. A continuación, encabezó el mismo reparto como Macheath en la producción de Eyre de The Beggar's Opera de John Gay en el Cottesloe Theatre.
Tras una primera tanda de tres programas en 1985, el 10 de abril de 1986 comenzó a presentar una serie para BBC Radio 2 sobre el ritmo y el blues, que más tarde se conocería como The Blues Show, y que se convirtió en un fijo en la programación durante 32 años. Tocaba la armónica en el jingle de su programa en Radio 2.
En 1987 protagonizó el papel de Fred/Petruchio con Nichola McAuliffe como Lilli/Kate en la exitosa producción de Kiss Me Kate de la Royal Shakespeare Company, tanto en el Royal Shakespeare Theatre de Stratford-upon-Avon como en el Old Vic Theatre de Londres.
De 1990 a 1993, protagonizó el personaje principal de Uncle Jack, un programa infantil de la BBC 1, en el que también aparecía Fenella Fielding como la adversaria de Jack, The Vixen.
En 2009 publicó Starting All Over Again en Continental Record Services (alias CRS) en Europa y Collectors' Choice en Estados Unidos. Fue producido por Carla Olson en Los Ángeles y cuenta con la participación de Eric Clapton, Jake Andrews, Ernie Watts, Percy Sledge, Alvino Bennett, Tony Marsico, Michael Thompson, Tom Morgan Jr, Oren Waters y Luther Waters.
El 4 de mayo de 2009 Jones y su armónica aparecieron en una canción durante un concierto de Joe Bonamassa en el Royal Albert Hall de Londres. Ese mismo mes Jones apareció, tocando la armónica, en el lanzamiento de "I'm Your Kingpin" de Nick Vernier Band. En 2010 apareció en dos versiones de "You're Wrong" del álbum Sessions de Nick Vernier Band.
En 2015, lanzó un álbum Suddenly I Like It, también producido por Carla Olson. Entre los invitados especiales de este álbum se encuentran Joe Bonamassa y Jools Holland.
Jones es actualmente el presidente de la National Harmonica League y fue galardonado con el premio al "armonicista del año" en los British Blues Awards de 2010, 2011 y 2012, así como con el de Difusor de Blues del año y con el premio Lifetime Achievement en 2011.
En enero de 2018 se anunció que sería sustituido como presentador del Blues Show de la BBC Radio 2 por Cerys Matthews a mediados de mayo. Su última emisión como presentador fue el 23 de abril de 2018; su invitado en directo fue Eric Bibb y su última canción interpretada fue "Mighty Long Time" (1951) de Sonny Boy Williamson II, que describió como "uno de mi puñado de discos de blues más favoritos".

## Vida personal
Jones asistió a la Portsmouth Grammar School y a la Royal Naval School de Malta, y se trasladó a la Edinburgh Academy para cursar sus dos últimos años de estudios, antes de ganar una exposición abierta en inglés para el Jesus College de Oxford, aunque no se graduó.
Jones estuvo casado por primera vez (1963-1976) con la novelista y crítica Sheila MacLeod. De este matrimonio nacieron dos hijos, Matthew y Jacob. En la actualidad está casado con la exactriz y últimamente conferenciante cristiana Fiona Hendley-Jones. Se conocieron cuando ambos actuaban en el Teatro Nacional. Se convirtió al cristianismo a mediados de la década de 1980, tras ser invitado por Cliff Richard a un acto evangelizador de Luis Palau. Jones había aparecido frente a Richard en un programa de debate televisivo de la década de 1960 en el que, en su momento, se opuso al punto de vista de Richard. En diciembre de 2013 Jones apareció en el programa Songs of Praise de la BBC One, actuando y hablando con Aled Jones sobre su fe.
Jones fue fotografiado con su hijo, Matthew, en la portada de Radio Times en 1973, junto con el actor Jon Pertwee (entonces protagonista de Doctor Who) y el locutor Michael Parkinson.